# Klasycyzm warszawski
Klasycyzm warszawski, klasycyzm postanisławowski (dawniej także pseudoklasycyzm, pseudoklasycyzm warszawski) – zespół zjawisk literackich w literaturze polskiej w pierwszym 30-leciu wieku XIX, które stanowiły kontynuację zjawisk literackich literatury stanisławowskiej i mieszczą się w obrębie klasycyzmu. Twórczość literacka tego okresu koncentrowała się w Warszawie i w Wilnie. Warszawa była już głównym ośrodkiem klasycyzmu w wieku XVIII, jako stolica Księstwa Warszawskiego i Królestwa Polskiego stanowiła ważny ośrodek administracyjny, skupiający elity intelektualne i naukowe kraju – przy czym klasycyzm warszawski pozostawał w ścisłym związku z gustami i poglądami elit rządzących tego okresu. Warszawa była także siedzibą instytucji kulturalnych i naukowych, teatru i Towarzystwa Przyjaciół Nauk. Drugi ośrodek, Wilno, przeżywał szybki rozwój kulturalny przede wszystkim dzięki bardzo prężnemu środowisku naukowemu. Charakterystyczna dla klasycyzmu warszawskiego była waloryzacja gatunków – wśród utworów dramatycznych największe znaczenie miała tragedia, wśród lirycznych – oda, a wśród epickich – poemat opisowy.

## Dramat
Tragedia w klasycyzmie warszawskim rozwijała się bujnie, w odróżnieniu od klasycyzmu polskiego wieku XVIII, który mimo pewnych prób nie wydał tragedii. Powstała pewnego rodzaju synteza formalnych wzorców obcych, zwłaszcza obecnych we francuskim klasycyzmie, z tematyką narodową. Tematyka obejmowała przede wszystkim legendarną i historyczną przeszłość Polski, z której, zgodnie z wymogami tragedii, pisarze wyjmowali momenty szczególnie istotne, poszukując w nich konfliktu tragicznego. Historyczna tematyka umożliwiała wplatanie w treść dzieła aluzji politycznych, przez co nabierały one waloru aktualności – niektóre z wystawień tragedii stawały się nawet manifestacjami narodowymi, było tak np. z Żółkiewskim pod Cecorą Ignacego Humnickiego (1820). W warstwie formalnej tragedia klasycyzmu warszawskiego odznaczała się kunsztownością wersyfikacyjną i retoryczną, do której należały efektowne, rozbudowane monologi, i upodobaniem do patosu. Najważniejszymi tragediami klasycyzmu warszawskiego są Barbara Radziwiłłówna Alojzego Felińskiego, Bolesław Śmiały i Heligunda Antoniego Hoffmana, Żółkiewski pod Cecorą Ignacego Humnickiego, Ludgarda Ludwika Kropińskiego oraz Barbara Radziwiłłówna i Gliński Franciszka Wężyka. Istniały także przekłady klasycystycznych tragedii francuskich, Racine’a, Corneille’a i Woltera.

## Liryka
Liryka klasycyzmu warszawskiego cechuje się szczególnym rozwojem ody. Ody tego okresu budowane były na pochodzących od Horacego założeniach poetyki klasycystycznej. Miały one przeważnie charakter utworów okolicznościowych, czasem politycznych. Do najważniejszych przedstawicieli gatunku w okresie klasycyzmu warszawskiego należą Kajetan Koźmian, Ludwik Osiński (np. Oda na cześć Kopernika) i Franciszek Wężyk. Mimo odmienności treści w ramach założeń formalnych klasycyzmu mieści się także Oda do młodości Adama Mickiewicza. Wysokim poziomem artystycznym odznaczają się także przekłady utworów Horacego Franciszka Ksawerego Dmochowskiego.

## Epika
Jednym z najważniejszych utworów epickich klasycyzmu warszawskiego jest Ziemiaństwo polskie Kajetana Koźmiana. Utwór ten został wydany w całości dopiero w 1839, ale znany był już wcześniej (we fragmentach) dzięki publikacjom w czasopismach i odpisom. Duże znaczenie ma także przekład Iliady Franciszka Ksawerego Dmochowskiego, a także jego nieukończony (istnieje tylko 9 pierwszych ksiąg) przekład Eneidy.